# Дідусю, втікаймо!
«Дідусю, втікаймо!» (пол. Dziadku, wiejemy!) — польський пригодницький сімейний фільм 2025 року, знятий режисеркою Ольгою Хайдас за сценарієм Еміля Плошайського.

## Сюжет
Через заворушення, які спричинив Єремі (Ян Пешек) у будинку для літніх людей, йому загрожує переведення до психіатричної лікарні. Його дочка, Марта (Аґнешка Ґроховська), вирішує прийняти його до себе додому, незважаючи на те, що Єремі є непередбачуваним. Яґода (Анна Новак), дочка Марти, бажаючи переконати діда змінити місце проживання, бере справу у свої руки та вирушає з Єремієм на корабель «Світло моря». За ними вирушає банда злочинців на чолі з багатієм Вальдеком (Віктор Зборовський), дракон і перелякана мати Яґоди.

## Акторський склад
- Ян Пешек — Єремі, дідусь Яґоди
  - Блажей Пешек — юний Єремі[2]
- Анна Новак — Яґода
- Аґнешка Ґроховська — Марта, матір Яґоди
- Філіп Ткачик — Адам
- Віктор Зборовський — Вальдек
- Міхал Майнич — Яцек
- Клементина Ламорт Де Ґайл — Марина
- Соня Рошчик — Смочна
- Боґуслава Шуберт — Яблонська
- Влодзімеж Пресс — Маврикій
- Тереза Гоф — Джезі

## Виробництво
Фільм створено за підтримки Польського інституту кіномистецтва з коштів Міністра культури та національної спадщини. Виробництво здійснено у копродукції Кіностудії художніх фільмів у Лодзі, EC1 Лодзь – Місто культури, Нижньосілезького кіноцентру, Інституту міської культури, Abstraction Plan, Aneta Graff-Dąbrowska New Wave Film, Кіностудії документальних і художніх фільмів та moloko film. Дистрибуцію забезпечувала компанія Next Film.

### Фільмування
Зйомки фільму тривали з 11 червня 2024 року. Фільм знімали в Лодзі (будинок соціального забезпечення «Влокняр») та в Нижній Сілезії (Срібна гора, замок у Карпниках, над річкою Бобр та над озером Зеґжинським).

## Прем'єра
Прем'єрний показ відбувся 8 травня 2025 року в EC1 Лодзь – Місто культури. Фільм вийшов у прокат 9 травня 2025 року.

## Нагороди
- 2022: Polish Days 2022: Премія, заснована Fixafilm — покриття витрат на постпродакшн фільму
- 2022: Polish Days 2022: Премія Problemo Music — безкоштовне використання будь-яких творів з фонотеки Audio Network у фільмі та рекламних матеріалах без обмежень за часом, територією та сферами використання[6]